# The Wizrd
Future Hndrxx Presents: The Wizrd (w skrócie The Wizrd, zapis stylizowany: The WIZRD) – siódmy album studyjny amerykańskiego rapera Future, wydany 19 stycznia 2019 nakładem wytwórni Epic Records i Freebandz.

## Wydanie i promocja
The Wizrd zadebiutował na 1 miejscu listy Billboard 200. sprzedając się w 125 000 egzemplarzy w pierwszym tygodniu. Jest to jego szósty album, który zadebiutował na 1. miejscu tej listy.

### Single
Pierwszy singiel "Crushed Up" został wydany 4 stycznia 2019 r. w z teledyskiem. Za reżyserię odpowiadają Spike Jordan i Sebastian Sdaigui. Drugi, "Jumpin on a Jet" został wydany 9 stycznia wraz z teledyskiem. 12 lutego "First Off" z gościnnym udziałem Travisa Scotta, został trzecim singlem.

## Odbiór
Album otrzymał pozytywne recenzje od krytyków. W Metacritic album uzyskał średni wynik 70 na 100 na podstawie 11 recenzji. XXL w ten sposób opisał album: „Album gości gwiazdy obecnego trapu (Young Thug, Gunna i Travis Scott), dzięki czemu album jest jeszcze lepszy. Fani rapera, będą usatysfakcjonowani. Ale 20 utworów to za dużo na ten album. Perełki, takie jak F&N (z fajnym zmienieniem beatu), Promise U That i Faceshot są najlepszymi utworami na całym albumie”. Tommy Monroe z Consequence of Sound powiedział: „20 utworów dla tego albumu to dużo. Ale słuchając The WIZRD nie da się tego odczuć, z powodu płynnego przejścia z jednego utworu do drugiego. Nawet kilka brakujących elementów nie zakłóca tego świetnego rytmu”. Charles Holmes z Rolling Stone napisał: „The Wizrd jest aktualne ostatnim albumem w wytwórni Future, który, skutecznie pokazuje co i jak zmieniło go w gwiazdę, a także po raz kolejny, jego historię od biedy do bogactwa”. Jayson Greene z Pitchfork, powiedział: „Na albumie są standardowe aspekty z życia Future'a: oszołomienia wywołane przez narkotyki, czy chodzenie po klubach o 3 nad ranem. Jeżeli lubisz samotny, mały świat, który przyniósł Future w albumie, to nadal jest on dla ciebie miły”. Christopher Thiessen z PopMatters powiedział:„ Chociaż The Wizrd trwa zbyt długo, są tu świetne utwory, które sprawiają, że ten album jest ekscytujący przy każdym powtórnym słuchaniu, ale, nadszedł czas, że Future musi ujawnić „człowieka za kurtyną” i odejść od nadmiaru materializmu i mizoginii”.
Malvika Padin z Clash stwierdziła: „Świat hip-hopu i rapu zmienia się i, podczas gdy Future dobrze działa na muzycznym rynku, nieco się powtarza”. W negatywnej recenzji Dhruva Balram z NME napisał: „Na The Wizrd, te 20 utworów w dużej mierze opiera się na tym samym, co Future opracowuje od albumu Pluton”. The Wizrd nie oferuje nic nowego, a rap i hip-hop zmieniają się szybko, przez co Future wydaje się być pogrążony w przeszłości”.

## Lista utworów
Lista opracowana na podstawie źródła:
| Nr  | Tytuł utworu                                  | Tekst                                                          | Producent                                     | Długość |
| --- | --------------------------------------------- | -------------------------------------------------------------- | --------------------------------------------- | ------- |
| 1.  | „Never Stop”                                  | Nayvadius DeMun Wilburn, Jacob Canady                          | ATL Jacob, Billboard Hitmakers                | 4:51    |
| 2.  | „Jumpin on a Jet”                             | Wilburn, Joshua Leullen, Brytavious Chambers, Christian Castro | Southside                                     | 2:17    |
| 3.  | „Rocket Ship”                                 | Wilburn, Canady                                                | ATL Jacob                                     | 1:56    |
| 4.  | „Temptation”                                  | Wilburn, Chambers, Maudell Watkins, Leland Wayne, Gary Hill    | Tay Keith                                     | 2:47    |
| 5.  | „Crushed Up”                                  | Wilburn, Wesley Glass                                          | Wheezy, Ricky Racks, Matt Cap,                | 2:30    |
| 6.  | „F&N”                                         | Wilburn, Glass, Luellen, Canady                                | Wheezy, Southside, ATL Jacob                  | 3:09    |
| 7.  | „Call the Coroner”                            | Wilburn, Bryan Simmons                                         | TM88, Cubeatz,                                | 2:11    |
| 8.  | „Talk Shit Like a Preacher”                   | Wilburn, Canaday                                               | ATL Jacob                                     | 2:12    |
| 9.  | „Promise U That”                              | Wilburn, Chambers, Watkins                                     | Tay Keith, Westen Weiss, Kyle van Riper,      | 3:25    |
| 10. | „Stick to the Models”                         | Wilburn, Raúl Bermejo, Canaday                                 | Jambo, ATL Jacob                              | 3:16    |
| 11. | „Overdose”                                    | Wilburn, Luellen                                               | Southside                                     | 1:55    |
| 12. | „Krazy But True”                              | Wilburn, Glass                                                 | Wheezy, Frankie Bash, Distance Decay, Corbin, | 3:05    |
| 13. | „Servin Killa Kam”                            | Wilburn, Luellen, Dwan Avery                                   | Southside, DY                                 | 3:06    |
| 14. | „Baptiize”                                    | Wilburn, Luellen, Eduardo Earle                                | Southside, FuseJune the Jenius, The Loopholes | 4:06    |
| 15. | „Unicorn Purp” (gościnnie Young Thug i Gunna) | Wilburn, Jeffery Williams, Sergio Kitchens, Canady             | ATL Jacob                                     | 4:06    |
| 16. | „Goin Dummi”                                  | Wilburn, Glass                                                 | Wheezy                                        | 2:11    |
| 17. | „First Off” (gościnnie Travis Scott)          | Wilburn, Jacques Webster, Canaday                              | ATL Jacob                                     | 3:48    |
| 18. | „Faceshot”                                    | Wilburn, Tony Son                                              | Richie Souf                                   | 2:55    |
| 19. | „Ain't Coming Back”                           | Wilburn, Son, Watkins                                          | Richie Souf                                   | 3:39    |
| 20. | „Tricks on Me”                                | Wilburn, Paul Jefferies                                        | Nineteen85                                    | 4:22    |
|     |                                               |                                                                |                                               | 1:01:47 |

### Sample[18]
- "Temptation", zawiera sampel z utworu "Honest", autorstwa Future
- "Baptiize",zawiera sampel z utworu "Slave Master", autorstwa Future

## Personel
Na podstawie źródła:

### Techniczny
- Bryan Anzel – nagrywanie (utwory 1, 2, 4–10, 17, 19), realizacja dźwięku (utwory 11, 12, 14–16, 18)
- Eric Manco – nagrywanie (utwory 1–3, 5, 6, 12, 15–17, 20)
- Seth Firkins – nagrywanie (utwory 11, 13, 18)
- Flo – nagrywanie (utwór 15)
- Jaycen Joshua – miksowanie (utwór 5)
- Manny Marroquin –miksowanie (utwory 1, 2, 5, 9, 10, 17)
- Fabian Marasciullo – miksowanie (utwory 3, 4, 6, 12, 15, 16, 18–20)
- Mike Dean – miksowanie (utwory 7, 8, 11, 13, 14)
- Ivy Green – pomoc przy miksowaniu (utwory 3, 4, 6, 12, 15, 16, 18–20)
- Jacob Richards – pomoc przy miksowaniu (utwór 5)
- Rashawn McLean – pomoc przy miksowaniu (utwór 5)
- Mike Seaberg – pomoc przy miksowaniu  (utwór 5)
- Sean Solymar – pomoc przy miksowaniu  (utwory 7, 8, 11, 13, 14)
- Colin Leonard – mastering (wszystkie utwory)
- Mike Synphony – realizacja dźwięku (utwory 3–13, 15, 18), nagrywanie (utwór 14)

### Inne
- Spike Jordan – reżyser
- Nick Walker – fotograf
- Dewey Saunders – projektant